# Giorgio Ferrari (politico)
Giorgio Ferrari (Verona, 29 agosto 1931 – Roma, 21 gennaio 1997) è stato un politico italiano.

## Biografia
Commercialista di professione, esponente di spicco del Partito Liberale Italiano, fu parlamentare nella VIII e IX legislatura. Fu firmatario di 64 progetti di legge e autore di 197 interventi ed inoltre firmatario di 111 atti di indirizzo e controllo e ricoprì l'incarico di presidente della Commissione Lavoro dal 1983 al 1985.

## Uffici di governo
- Governo Cossiga I: Sottosegretario di stato al Tesoro dall'8 agosto 1979 al 4 aprile 1980
- Governo Spadolini I: Sottosegretario di stato alle Partecipazioni statali dal 3 luglio 1981 al 23 agosto 1982
- Governo Spadolini II: Sottosegretario di stato alle Partecipazioni statali dal 24 agosto 1982 al 1º dicembre 1982
- Governo Fanfani V: Sottosegretario di stato alle Partecipazioni statali dal 7 dicembre 1982 al 4 agosto 1983

## Incarichi parlamentari
VIII Legislatura della Repubblica italiana
- XI Commissione (agricolture e foreste). Membro dall'11 luglio 1979 all'11 luglio 1983.
- Commissione parlamentare per le questioni regionali. Membro dal 7 agosto 1979 al 7 agosto 1979.
- Commissione speciale per l'esame dei decreti legge in favore delle popolazioni colpite dal terremoto del novembre 1980. Membro dal 16 dicembre 1980 all'11 luglio 1983.

IX Legislatura della Repubblica italiana
- XIII Commissione (lavoro - assistenza e previdenza sociale - cooperazione). Membro dal 12 luglio 1983 al 13 marzo 1986. Presidente dall'11 agosto 1983 al 24 settembre 1985.
- Commissione per la vigilanza sull'istituto di emissione e sulla circolazione dei biglietti di banca. Membro dal 1º febbraio 1984 al 1º luglio 1987.
- Commissione speciale per l'esame dei progetti di legge sulla riforma del sistema pensionistico. Membro dal 26 luglio 1984 al 1º luglio 1987.
- XII Commissione (industria e commercio - artigianato - commercio estero). Membro dal 13 marzo 1986 al 1º luglio 1987.
- Commissione parlamentare per la ristrutturazione e riconversione industriale e per i programmi delle partecipazioni statali. Membro dall'11 novembre 1986 al 1º luglio 1987 . Subentra a: Giuseppe Facchetti.